# Martín Fernández de Navarrete
Martín Fernández de Navarrete y Ximénez de Tejada (né le 9 novembre 1765 - mort le 8 octobre 1844) est un navigateur et historien espagnol. Il a notamment découvert le résumé de Bartolomé de Las Casas du rapport fait par Christophe Colomb de son premier voyage.

## Jeunesse et début de carrière
Martín Fernández de Navarrete naît à Abalos le 9 novembre 1765. Il fait une partie de ses études dans un séminaire de Bergara. En 1780, il rejoint la marine espagnole. En 1782, il est impliqué dans les opérations ratées contre Gibraltar. 
Sa santé l'oblige à quitter le service actif. Il se consacre par la suite à des recherches historiques. En 1789, il est engagé par la couronne pour faire des recherches reliées à l'histoire maritime de l'Espagne dans les archives nationales - qui débouche sur une collection monumentale de copies d'archives originales espagnoles.

## Retour à la marine
En 1793, il sert à nouveau dans la marine et participe au siège de Toulon. Par la suite, on lui donne le commandement d'une frégate. 
De 1797 à 1808, il occupe une série de postes importants au ministère de la marine.

## Retraite
En 1808, lors de l'invasion française, il se retire en Andalousie. Il consacre le reste de sa vie à la littérature. 
En 1837, il est fait sénateur et directeur de l'académie d'histoire.